# Giovanni Tamburini
Giovanni Tamburini (Bagnacavallo, 25 giugno 1857 – Crema, 23 novembre 1942) è stato un organaro italiano.
Fu uno dei più importanti organari italiani del XX secolo.

## Biografia
La sua formazione nell'arte organaria, avvenne presso le ditte "Battista Brialdi" di Faenza, William George Trice-Anelli di Codogno e Pacifico Inzoli di Crema. Fondò la propria fabbrica d'organi nel 1893. Il primo organo, costruito nel 1894, è quello della chiesa di Nogarè (TV).
Importanti furono i suoi contributi nell'arte organaria, in particolare nel campo dei nuovi sistemi di trasmissione (elettrica e pneumatica). A lui si deve anche la messa a punto dell'armonium elettrico.
Tra i suoi collaudatori sono da ricordare: Lorenzo Perosi, Marco Enrico Bossi, Giovanni Tebaldini, Luigi Baronchelli, Oreste Ravanello, Raffaele Manari, Giovanni Pagella, Fernando Germani ecc., che riservarono sempre giudizi di lode e di ammirazione agli strumenti da loro inaugurati.
La Ditta oggi è ancora in attività, gestita dal pronipote Saverio.